# Kari Liimo
Kari Tapani Liimo (Lappeenranta, 6 marzo 1944) è un ex cestista e allenatore di pallacanestro finlandese, fratello del cestista Martti Liimo.

## Carriera
In carriera ha giocato a lungo nell'Helsingin Kisa-Toverit; ha vestito la maglia del Turun Riento per una stagione, ed ha chiuso la carriera nell'Espoon Honka nel 1976. Dal 1965 al 1969 ha giocato negli Stati Uniti con la Brigham Young University. Per 6 volte è stato eletto MVP del campionato finlandese.
Detiene il record di punti totali realizzati con la Finlandia: tra il 1960 e il 1974 ha disputato 154 partite, mettendo a segno 2 457 punti.
Da allenatore, ha guidato la Finlandia nel biennio 1982-1984 e dal 1999 al 2001. Ha vinto il riconoscimento di miglior allenatore del campionato finlandese in tre occasioni.

## Palmarès

### Giocatore
- Campionato finlandese: 7

Helsingin Kisa-Toverit: 1961, 1962, 1962-63, 1963-64, 1964-65
Tapion Honka: 1973-74
Espoon Honka: 1975-76
- Coppa di Finlandia: 2

Tapion Honka: 1974, 1975

### Allenatore

#### Squadra
- Campionato finlandese: 1

Espoon Honka: 1978-79

#### Individuale
- Korisliiga allenatore dell'anno: 3

KTP-Basket: 1987-88, 1990-91, 1992-93